# Dům U Francouzské koruny
Dům U Francouzské koruny je dům čp. 188 na Starém Městě v Praze mezi Karlovou (č. 4) a Anenskou ulicí (č. 3), resp. Anenským náměstím. Stojí mezi Colloredo-Mansfeldským palácem, domem U Zlatého stromu a Pöttingským palácem, v těsné blízkosti kostela Nejsvětějšího Salvátora v Klementinu. Dům je renesanční, později byl upravován v letech 1862 a 1964. V domě bylo od 25.8.2009 do 31.12.2017 Keplerovo muzeum.
Dům byl v roce 1433 znám pod jménem „U Faunů“ a byl ojedinělý tím, že měl vzadu zahradu (poprvé dokládanou v roce 1544, kdy v domě byla lékárna), která vydržela až do roku 1815. Teprve v roce 1843 byla zastavěna podle návrhu Václava Dudy z roku 1841. K roku 1503 je zde doložena živnost lazebníka, s čímž patrně souvisí vodovod doložený k roku 1473. V roce 1544 dům získal Zikmund Antoch z Helfenberka, po něm v roce 1557 jeho nevlastní syn Jan Rejt z Pístova, který dům vlastnil až do konce svého života (zemřel někdy v letech 1573 a 1574). Z roku 1605 pochází zpráva o tom, že dům byl znovu postavený, architektonicky to ale neodpovídá, stavba byla zřejmě stále tatáž. Z roku 1615 zase pochází zmínka o ještě nedostavěném altánu. V letech 1607–1612 v domě bydlel Johannes Kepler, kterého připomíná pamětní deska nad dveřmi.
Dům je tvořen dvěma jakoby samostatnými staveními (jedno do Karlovy, druhé do Anenské ulice), spojen je dvorem s pavlačemi. Sklepy jsou valeně klenuté.